# En Esch
Nicklaus Schandelmaier, bedre under kunstnernavnet En Esch (føt 23. marts 1968) er en tysk musiker, der har været emdlem af bands som KMFDM, Pigface, Slick Idiot og <PIG>.

## Diskografi

### Solo
- Cheesy (1993)
- Confidence (single) (1993)
- Spänk (2014)
- Trash Chic (2016)

### Slick Idiot
- DickNity (2001)
- ReDickUlous (2003)
- Screwtinized (2004)
- Sucksess (2009)

### med Pigface
- Gub (1990)
- Welcome to Mexico... Asshole (1991)
- Fook (album) (1992)
- Washingmachine Mouth (1992)
- Truth Will Out (1993)
- Easy Listening... (2003)
- 6 (2009)

### med Mona Mur
- 120 Tage - The Fine Art of Beauty and Violence (2009)
- Do With Me What You Want (2011)

### med FM Einheit and Mona Mur
- Terre Haute (2013)

### med Pig
- The Gospel (2016)
- Risen (2018)